# اوزونبودزک
اوزونبودزک (به لاتین: Uzunbodzhak) یک ذخیره‌گاه زیست‌کره و ذخیره‌گاه طبیعی در بلغارستان است که در Municipalities of Malko Tarnovo and Tsarevo, Burgas Province, Bulgaria واقع شده‌است.